# Retrat d'una dona en flames
Retrat d'una dona en flames (títol original en francès: Portrait de la jeune fille en feu) és una pel·lícula dramàtica històrica francesa de 2019 escrita i dirigida per Céline Sciamma, protagonitzada per Noémie Merlant i Adèle Haenel. Ambientada en la França de final del segle xviii, el film explica la història d'un romanç prohibit entre una aristòcrata i una pintora encarregada de fer el seu retrat. La versió doblada al català es va estrenar el 4 de juny de 2022 al canal La 2.
Va ser seleccionada per competir per a la Palma d'Or en el Festival de Cinema de Canes de 2019. La pel·lícula va guanyar la Palma Queer a Cannes, i així va ser la primera pel·lícula dirigida per una dona a guanyar el premi. Sciamma també hi va guanyar el premi a Millor Guió. Va ser estrenada en cinemes de França el 18 de setembre de 2019.
Va ser nominada per als Premis Independent Spirit, Critics 'Choice Awards i als Globus d'Or a la millor pel·lícula en llengua estrangera i va ser triada per la National Board of Review com una de les cinc millors pel·lícules en llengua estrangera de 2019.

## Sinopsi
Marianne és una pintora que rep un encàrrec molt especial: retratar Héloïse, que acaba de sortir del convent després d'una experiència traumàtica, el suïcidi de la seva germana. La mare d'Héloïse, espantada per la situació de la seva filla, vol casar-la amb un altre noble, però Héloïse s'hi nega constantment. Per allò, és necessari crear un retrat de noces sense que ella en tingui consciència que li fan un retrat. En aquest moment arriba Marianne, que es fa passar per la seva dama de companyia. Juntes passegen pels penya-segats, intimant cada cop més. Mentrestant, Marianne agafa esbossos de l'anatomia de la seva companya, per després elaborar el retrat clandestinament a les nits. A mesura que passen els dies, les protagonistes tenen una relació més profunda, fins que s'enamoren. Marianne confessa a Héloïse quina era la seva missió tot aquell temps. Héloïse, encara que en un principi reacciona negativament, decideix posar per ella. El retrat avança, però també llur relació. Finalment, arriba el dia de presentar el retrat acabat a la comtessa i, per tant, el dia on finalitza la relació de les dues noies. No obstant això, en aquesta última escena del film les protagonistes es retroben en un concert simfònic, on es toca una cançó simbòlica per elles.

## Repartiment
- Noémie Merlant com a Marianne, la futura retratista.
- Adèle Haenel com a Héloïse, la filla de la comtessa i la futura noça.
- Luàna Bajrami com a Sophie, la minyona de la comtessa i la filla d'aquesta.
- Valeria Golino com la comtessa, la mare d'Héloïse.

## Producció
El rodatge va començar l'octubre de 2018 i es va completar després de 38 dies. Va tenir lloc a Saint-Pierre-Quiberon a Bretanya i en un castell a la Chapelle-Gauthier, al departament del Sena i Marne.
Les pintures i esbossos de la pel·lícula van ser realitzats per l'artista Hélène Delmaire. Va pintar setze hores cada dia durant el rodatge, basant la seva pintura en el bloqueig de les escenes. Les seves mans també van aparèixer en la pel·lícula.
Es va filmar ambigú una càmera Red Monstro, la qual filma a una resolució 8K, amb lents Leitz Thalia, les quals ofereixen una imatge semblant a les de l’ull humà. En les imatges es fa servir una taula de consulta amb aparença de pel·lícula. La càmera Monstro incorpora un gran sensor que combinat amb les lents i la taula de consulta va donar lloc al to de pell que la directora de fotografia Claire Mathon volia mostrar a la pel·lícula.
El film va ser filmat en 8K per a captar la gran gamma de colors dinàmics per tal que se sentís més contemporània. És per això que en moments de la pel·lícula es pot sentir com els quadres prenen vida.
A causa del baix pressupost i limitada pel decorat històric on es filmava, la il·luminació es va produir des de l'exterior de les finestres, en lloc de l’interior.